# Antônio Manuel do Souto
Antônio Manuel do Souto foi um militar e político brasileiro.
Foi deputado à Assembleia Legislativa Provincial de Santa Catarina na 1ª legislatura (1835 — 1837), como suplente convocado, na 2ª legislatura (1838 — 1839), na 5ª legislatura (1844 — 1845), e na 6ª legislatura (1846 — 1847), como suplente convocado.